# Martin Bright
Martin Derek Bright (* 5. Juni 1966) ist ein britischer Journalist. Er war Chefredakteur des Ressorts Innenpolitik des  Observer, Mitherausgeber des New Statesman und Herausgeber des Jewish Chronicle. Er ist Gründer und CEO von „The Creative Society“.
Seine journalistischen Schwerpunkte waren die britische Innenpolitik, der Islam und muslimische Gesellschaften in Großbritannien und der internationale Terrorismus.

## Leben
Martin Bright absolvierte ein Studium am  Magdalene College in Cambridge mit anschließendem Aufbaustudium an der School of Oriental and African Studies der Universität London.
Ab 1990 war er für das französische Magazin „Today in English“ tätig, das sich an französische Schulkinder richtet, danach im Sprachprogramm der BBC „Learning English, World Service“. Ab 1996 arbeitete er für den Observer, zunächst als Korrespondent für Bildung und Erziehung, dann als Korrespondent für Innenpolitik und schließlich als Ressortleiter/Innenpolitik. 2005 wechselte er als Herausgeber (Political editor) zum New Statesman, ein Posten, den er bis 2009 bekleidete. Zwischen 2006 und 2008 hat er eine Reihe von Dokumentarfilmen für Channel 4 produziert. Ab 2009 schrieb er für den  Spectator den Blog „The Bright Stuff – Dispatches from Enemy Territory“. Von 2009 bis 2013 war er Herausgeber des Jewish Chronicle. Nach Beendigung seiner Herausgebertätigkeit schrieb er bis 2014 weiterhin  Kolumnen für den Chronicle.
2009 gründete er die „Creative Society“, deren Vorsitzender er bis heute ist. Aufgabe der Gesellschaft ist es, junge Leute aus der Kreativszene (Autoren, Künstler, Schauspieler, Designer), die häufig in prekären Jobs arbeiten, in Kontakt zu Unternehmen und potentiellen Arbeitgebern zu bringen. „Creative Society“ wird von der  britischen Regierung unterstützt und weitgehend durch Fundraising finanziert.
Im Januar 2014 übernahm er eine Stelle als Website-Editor in Tony Blairs Faith Foundation. Bereits nach fünf Monaten reichte er wegen der Verbindungen der Foundation zu repressiven Regimen in Kasachstan, Ägypten, den Emiraten und Saudi-Arabien und wegen der Vermischung von Blairs caritativen und Geschäftsinteressen seinen Rücktritt ein.

## Preise und Auszeichnungen
- 2006: Magazine Journalism Awards (Exclusive of the Year)[8]

## Fernseh-Dokumentationen
- 2006: Who Speaks for Muslims, Channel 4
- 2006: The Labour Loans Scandal, Channel 4[9]
- 2008: The Court of Ken, Channel 4[10]